# Iglesia de Santa María (Narzana)
La iglesia de Santa María de Narzana está situada en el concejo asturiano de Sariego, en la localidad de Narzana.
Se trata de un edificio románico de finales del siglo XII si bien no ha perdurado ningún documento que nos de información sobre su fundación. Su arco toral es apuntado (gótico).
La iglesia sufrió graves daños en 1936 por un incendio siendo reconstruida en 1960 por Luis Menéndez Pidal.
Fue declarada Monumento el 11 de marzo de 1965 siendo publicado en el BOE el 21 de mayo de 1965.

## Arquitectura
El edificio presenta las características principales del arte románico, así la nave la forma una nave rectangular con una pequeña nave lateral en la zona norte, finalizando la nave principal en un ábside semicircular.
El ábside posee una pequeña ventana románica decorada.